# Grbavica (Sarajevo)
Grbavica è uno dei quartieri della città di Sarajevo, capitale della Bosnia ed Erzegovina, appartenente alla municipalità di Novo Sarajevo.
Si suddivide in Grbavica I e Grbavica II.

## Storia
Grbavica è un quartiere sulla riva sinistra del fiume Miljacka. Rispetto alla parte vecchia, cuore della città di Sarajevo, Grbavica risultava essere una parte tra le più moderne della città. Negli anni tra il 1950 e 1960 furono costruiti molti nuovi edifici residenziali, scuole e negozi. Era uno dei quartieri più multietnici di Sarajevo. 
Una parte di Novi Sad ha preso il nome da questa parte di Sarajevo in quanto, per la costruzione di appartamenti, nel quartiere omonimo di Novi Sad sono stati utilizzati piani di costruzione già pronti nell'ambito della cooperazione tra Sarajevo e Novi Sad. Durante la guerra in Bosnia ed Erzegovina, nel periodo dal 1992 al 1995, fece parte della Repubblica Srpska. A seguito della stipula degli Accordi di Dayton (appartenente alla Federazione di Bosnia ed Erzegovina), nella primavera del 1996 la popolazione serba di Grbavica si è trasferita in Repubblica Srpska. 
Durante l'Assedio di Sarajevo a Grbavica si verificarono intensi combattimenti di strada. Il film Il segreto di Esma, (Grbavica il suo titolo originale in Lingua bosniaca) è l'interpretazione del regista degli eventi accaduti nella città, e in quel quartiere, durante la guerra.

## Sport
Lo Stadio Grbavica, nella municipalità di Novo Sarajevo ed è lo stadio di casa dell'FK Željezničar, iscritta nella Premijer Liga Bosne i Hercegovine, la massima divisione del Campionato bosniaco di calcio, si trova nel medesimo quartiere. 
Nel periodo dal 1992 al 1995 Grbavica era la sede dei ferrovieri di Istočno Sarajevo

## Cinema
Il film bosniaco del 2005 “Grbavica” in italiano prende il titolo di "Il segreto di Esma". La vicenda narrata, ha per tema gli Stupri di guerra, in quanto Esma, la protagonista ha subito uno stupro ed ha cresciuto la figlia, facendole credere che il padre fosse un martire musulmano,(Bosgnacco).
Solo quando si presenta l'occasione di poter andare in gita con la scuola per la figlia Sara, che prevede la gratuità per i figli dei martiri caduti eroicamente, Esma si trova faccia a faccia con la verità. In seguito,rivelerà la verità alla figlia, che cercherà sconvolta di allontanarla.
Solo alla partenza del bus le due si riappacificheranno.
La vicenda è basata su avvenimenti accaduti durante l'assedio di Sarajevo, nel quartiere omonimo, che dà il titolo al film in lingua originale, diretto dalla regista Jasmila Žbanić.